# Dopolavoro Aziendale Cantieri Navali Riuniti 1947-1948
Questa voce raccoglie le informazioni riguardanti il Dopolavoro Aziendale Cantieri Navali Riuniti nelle competizioni ufficiali della stagione 1947-1948.

## Stagione
La squadra, nata come società dopolavoristica per gli operai del cantiere navale di Palermo, venne ripescata in Serie C al termine della stagione 1946-1947 nonostante avesse perso lo spareggio promozione contro l'Arsenale Messina.
Nel 1947-1948 la terza serie puntava a ridurre drasticamente il proprio organico, accresciutosi per le difficoltà logistiche del dopoguerra: solo poche squadre avrebbero mantenuto la categoria, il resto avrebbe formato il nuovo torneo regionale di Promozione. Il Cantieri Navali, retrocesso sul campo, decise comunque di non proseguire l'attività agonistica, che sarebbe ripresa solamente nel 1957.

## Risultati

### Serie C girone T

#### Girone di andata
| Palermo 2 novembre 1947 1ª giornata | Cantieri Navali | 2 – 0 | Acireale | Stadio Acquasanta |

| Arbitro: | Papaleo (Catanzaro) |

|                                                      |           |                |
| Alpittre 24’ Gennaro 38’ Scevola 42’ Caltagirone 61’ | Marcatori | 72’ Maniscalco |

| Trapani 16 novembre 1947 3ª giornata                          | Drepanum  | 2 – 1    | Cantieri Navali | Campo Aula |
| \| \| \| \| \| Crocivera Taormina \| Marcatori \| Li Causi \| |           |          |                 |            |
|                                                               |           |          |                 |            |
| Crocivera Taormina                                            | Marcatori | Li Causi |                 |            |

| 23 novembre 1947 4ª giornata |  | – |  |  |

| 30 novembre 1947 5ª giornata |  | – |  |  |

| 7 dicembre 1947 6ª giornata |  | – |  |  |

| Arbitro: | Nunnari (Reggio Calabria) |

|                                |           |  |
| Cipollina 35’, 64’ Martino 77’ | Marcatori |  |

| 28 dicembre 1947 8ª giornata |  | – |  |  |

| 1 gennaio 1948 9ª giornata |  | – |  |  |

| 4 gennaio 1948 10ª giornata |  | – |  |  |

| 11 gennaio 1948 11ª giornata |  | – |  |  |

| 18 gennaio 1948 12ª giornata |  | – |  |  |

| Arbitro: | Mosca (Napoli) |

|                      |           |                            |
| Di Vincenzo 34’, 79’ | Marcatori | 57’, 63’, 89’ (rig.) Cadei |

| 1 febbraio 1948 14ª giornata |  | – |  |  |

| 8 febbraio 1948 15ª giornata |  | – |  |  |

#### Girone di ritorno
| Arbitro: | Cilento (Milano) |

|       |           |  |
| Banfi | Marcatori |  |

| Palermo 22 febbraio 1948 17ª giornata | Cantieri Navali      | 0 – 0 | Messina | Stadio Acquasanta\| Arbitro: \| De Angelis (Salerno) \| |
| Arbitro:                              | De Angelis (Salerno) |       |         |                                                         |

| Palermo 29 febbraio 1948 18ª giornata         | Cantieri Navali | 1 – 0 | Drepanum | Stadio Acquasanta |
| \| \| \| \| \| Di Vincenzo \| Marcatori \| \| |                 |       |          |                   |
|                                               |                 |       |          |                   |
| Di Vincenzo                                   | Marcatori       |       |          |                   |

| 7 marzo 1948 19ª giornata |  | – |  |  |

| 14 marzo 1948 20ª giornata |  | – |  |  |

| 21 marzo 1948 21ª giornata |  | – |  |  |

| Arbitro: | De Crescenzo (Napoli) |

|  |           |             |
|  | Marcatori | 35’ Martino |

| 4 aprile 1948 23ª giornata |  | – |  |  |

| 11 aprile 1948 24ª giornata |  | – |  |  |

| 25 aprile 1948 25ª giornata |  | – |  |  |

| 2 maggio 1948 26ª giornata |  | – |  |  |

| 9 maggio 1948 27ª giornata |  | – |  |  |

| Arbitro: | Profilo (Taranto) |

|                                      |           |  |
| Prevosti 22’ Cadei 24’ Chiarenza 45’ | Marcatori |  |

| 23 maggio 1948 29ª giornata |  | – |  |  |

| 30 maggio 1948 30ª giornata |  | – |  |  |